# Simon de Schöneck
Simon de Schöneck, né vers ? mourut en 1291, fut évêque de Worms.

armoiries des seigneurs de Schöneck

Simon était frère de Emeric de Schöneck et oncle de Conrad de Schöneck. Le château de Schöneck et un château à cohéritiers et était construit sur un fonds dans le gorge de l'Ehrbach (de) (Hunsrück), était le siège des seigneurs de Schöneck.
Il gouverna l'évêché de Worms pendant huit ans, trois mois et quatre jours, et fut surnommé le Miroir des religieux. Il mourut le 21 novembre 1291, et fut inhumé dans l'église du monastère de Frankenthal.

## Référence
- Auguste Neÿen: Biographie luxembourgeoise: Histoire des hommes distingués originaires de ce pays, considéré à l'époque de sa plus grande étendue ou qui se sont rendus remarquables pendant le séjour qu'ils y ont fait, page 128, 1860